# بدیع
علم بدیع یا فن بدیع در اصطلاح ادبیات، سومین فن (بعد از معانی و بیان) از فنون بلاغت است و موضوع آن آرایش‌های سخن فصیح و بلیغ در نظم و نثر است. به این آرایش‌ها محسّنات و صنایع بدیعی و نیز آرایه‌های ادبی می‌گویند. بدیع را مانند ادویه دانسته‌اند که اگر به اندازه استعمال شود، غذا را مطبوع و لذیذ می‌کند، و اگر زیاد شود آن را تند و نامطبوع می‌سازد.

## بدیع در لغت
واژهٔ بدیع صفتی است بر وزن فعیل (مشبّهه) دارای دو معنی فاعلی «پدیدآورنده» و مفعولی «نوپدید و شگفت». کلمهٔ بدیع در لغت به‌معنی چیز تازه و نوظهور و نوآیین و در اصطلاح عبارت است از آرایش سخن فصیح و بلیغ، خواه نظم باشد و خواه نثر و مرادف آن را سخن‌آرایی و نادره‌گویی و نغزگفتاری می‌توان گفت.
کلمهٔ «بدیع» از مادّه بدع الشیء، یبدعه بدعاً، می‌باشد، یعنی ایجاد کرد و آغاز کرد.
کلمهٔ «بدیع» و «بدع»: الشیء الذی یکون اولاً، یعنی چیز تازه، کاری که قبلاً نظیر نداشته باشد.
بدعت: هر چیز نوظهور. بدعت در دین یعنی چیزی که جزء دین نیست، به دین نسبت‌دادن و در آن واردکردن.
البدعة:الحدث و ما ابتدع من الدین بعد الإکمال.
وقتی می‌گویند: ابدعت الشیء: یعنی چیزی را اختراع کردم نه بر سبیل مثال و نمونه یعنی: اخترعته لا علی مثال؛ و البدیع: من اسماء اللّه تعالی لإبداعه الاشیاء و احداثه ایّاها.
وقتی می‌گویند: أبدعَ الشاعر: شاعر شعر نوی آورد. خوب شعر گفت، بی‌نظیر شعر ساخت.
از معانی گوناگون، چنین استنباط می‌شود که دو چیز در مفهوم کلمهٔ «بدیع» هست:
1. - در چیز بدیع، نوآوری و تازگی باید وجود داشته باشد.
2. - در مفهوم چیز بدیع، براعت و عرابت هم باید باشد.

در قرآن، کلمهٔ «بدیع» دو بار به کار رفته‌است:
۱- «بدیع السموات و الارض و اذا قضی امرا فانّما یقول له کن فیکون» * آیهٔ ۱۱۷/بقره(۲)
۲- «بدیع السموات و الارض انّی یکون له ولد و لم تکن له صاحبة و خلق کلّ شیی و هو بکلّ شییء علیم». * آیهٔ ۱۰۱/انعام(۶)
در همین دو آیه نیز، مفهوم شگفتی و نوآوری و ظرافت که جلب توجّه کند و اذهان را به خود متوجّه سازد، در کلمهٔ «بدیع» وجود دارد؛ زیرا آفرینش آسمان‌ها و زمین، در ابتدا و به‌طور آغازی، خود موضوعی شگفت‌آور است.
اهل ادب هم، شعر و نثری را بدیع گویند که اعجاب‌آور باشد و مایهٔ شگفتی اذهان گردد.

## دسته‌بندی
علم بدیع به دو بخش صنایع لفظی (یا آرایه‌های لفظی) و صنایع معنوی (یا آرایه‌های معنوی) تقسیم می‌شود. صنایع لفظی خاص زیبایی‌های لفظی و عمدتاً شامل تسجیع، ترصیع، تجنیس و نظایر و فروع آنهاست. صنایع معنوی بیشتر برای زیباسازی معنوی کلام است، مانند تلمیح، مبالغه، حسن تعلیل
و گاه ممکن است به الفاظ نیز مرتبط باشد.

## تاریخچهٔ علم بدیع و کتب مرتبط
در دورهٔ نخستین خلافت عباسیان شعرای نوآوری همچون بشار بن برد (متوفی ۱۶۷) و ابونواس اهوازی (متوفی ۱۹۸)اذهان را به طرائف و ظرائف و بدیعه‌های اشعار خود متوجه ساختند و در اشعار خود طباق، جناس و تشبیه و استعاره را به کار بردند و به ظرافت و زیبایی اشعار خود هم آگاه بودند ولی برای این بدایع اصطلاحی وضع نکردند. جاحظ (متوفی ۲۵۵ ه‍. ق) نخستین کسی است که کلمهٔ بدیع را تقریباً در مفهوم بلاغت و نوآوری و تازگی به کار برده‌است در واقع منظور جاحظ فنون بیان بوده که امروز از آن‌ها به‌طورکلی تعبیر به بلاغت می‌کنند. در عصر او کلمهی بدیع در میان علما و نویسندگان در مفهوم معانی بدیع و عبارات شگفت‌آور و خوشایند به کار رفته‌است و بیشتر استعاره و تشبیه در نظر بوده‌است. بعد از «جاحظ» ابوعبدالله محمد معتز خلیفهی عباسی مقتول به سال (۲۹۶ ه‍. ق) کتاب البدیع را به سال ۲۷۴ ه‍.ق تدوین نموده‌است، وی نخستین کسی است که برای این تعبیر حد و مرز مشخصی قایل شده و گفته‌است که مطالب خود را از قرآن، احادیث، کتاب‌های لغت و اشعار قدما نقل کرده‌است ابن معتز ضمن اینکه بسیاری از محاسن کلام و شعر همچون التفات، اعنات، تجاهل العارف، تشبیه و کنایه و مطابقه را بیان کرده ولی به اعتقاد وی بدیع پنج نوع است: استعاره، تجنیس، مطابقه، رد، اعجاز کلام (حاجی خلیفه، ج ۱، ص ۲۳۳). آنچه از کتاب البدیع ابن معتز نتیجه می‌شود این است که:
1. ابوعبدالله محمد معتز نخستین کسی است که در فن بدیع کتاب نوشته‌است.
2. مباحثی را که ابوعبدالله محمد معتز در کتاب البدیع بحث کرده‌است مطالبی است که هماکنون در حوزهی علم بلاغت است و شامل علم بیان و بدیع می‌شود
3. ابوعبدالله محمد معتز واضع کلمهی بدیع به مفهوم امروزی است. زیرا او خود در آغاز کتاب البدیع آورده: {{نقل قول| «در این کتاب کلمات زیبا و عبارات شیوایی را که در قرآن مجید و احادیث و گفتار صحابه و شاعران پیشین، که نوآوران و محدثان، آن فنون را بدیع گفتهاند گردآوردم.»[۱۰]

بعد از ابوعبدالله محمد معتز، قدامة بن جعفر (متوفی ۳۳۷) در نقد الشّعر فنون دیگری به این علم اضافه کرد، ابوهلال العسکری (متوفی ۳۹۵) در الصّناعتین این علم را گسترش داد و هفت صنعت دیگر از جمله استشهاد و تلطف را به آن افزود.، ابن رشیق قیروانی (متوفی ۴۵۶ ه‍. ق) در العُمده و خفاجی (متوفی ۴۶۶) در سرّ الفصاحة هر یک به نوعی مفهوم بدیع و محاسن کلام را گسترش داده‌اند. گفتنی است که مرغینانی صاحب محاسن الکلام بیش از دیگران راهِ ابوعبدالله محمد معتز را پیش برده و کتاب او مهم‌ترین منبع رادویانی در ترجمان البلاغه بوده‌است.
اما هیچ‌یک از آنان علوم ادبی را به‌طور علمی از یکدیگر جدا نکرده‌اند و این کار بر دست عبدالقاهر جرجانی (متوفی ۴۷۱ ه‍. ق) به انجام رسیده‌است، هر چند که در کار او نیز تداخل فنون ادبی دیده می‌شود و تا زمان سَکّاکی (متوفی به سال ۶۲۶ ه‍. ق) منظور از کلمهٔ بدیع تمام زیبایی‌های لفظی و معنوی بود و کلمهٔ بدیع را تقریباً در مفهوم بلاغت و نقد علمی به کار می‌بردند. سکاکی نخستین کسی است که میان علوم بلاغی تفاوت قائل شد و حد و مرز علوم سه‌گانهٔ «معانی» و «بیان» و «بدیع» را مشخص کرد. او از انواع فنون بدیعی تحت اسم محسنات سخن گفت و آن‌ها را به محسنات لفظی و معنوی تقسیم کرد. پس از سکاکی، خطیب قزوینی (متوفی ۷۲۱ ه‍. ق) آنچه را که سکاکی محسنات گفته بود علم بدیع نامید و تقسیم‌بندی علوم بلاغی مشخص شد و اقسام آن معلوم گردید.
سیروس شمیسا معتقد است:
کتب قدیمی، صنایع را به نحوی مطرح کرده‌اند که گویی هیچ ارتباطی بین صنایع وجود ندارد و هر صنعت پدیده‌ای مجزا و مجرد است و آنان هم که به دنبال نظم نسقی بوده‌اند صنایع را به ترتیب حروف الفبا مطرح کرده‌اند. مثلاً صاحبان مدراج البلاغه و دره نجفی و ابداع البدایع٫ ازمیان این کتب مغشوش و در مواردی مغلوط، یکی از کتبی که گاهی تا حدی به نزدیکی‌های بین صنایع توجه داشته‌است و تا حدودی صنایعی را که ماهیهً شبیه به هم هستند (بدون ذکر این نکته) در کنار هم آورده‌است کتاب استاد مرحوم، همایی اعلی الله مقامه فنون بلاغت و صناعات ادبی است.

## پیدایش بدیع در زبان فارسی
اگرچه برخی شعرای عرب نظیر جاحظ بدیع را فقط مخصوص شعرای عرب زبان دانسته‌اند اما نخستین کاربردهای بدیع در ادب فارسی نخستین کاربردهای ترفندهای بدیعی در شعر فارسی به اواخر قرن سوم و اوایل قرن چهارم بازمی‌گردد. البته نمی‌توان بهگون‌های روشن دریافت که شاعران نخستین پارسی همچون رودکی، دقیقی و کسایی مروزی چگونه صنایع بلاغی و بدیعی را در مییافتهاند و به کار میبستهاند، شاید متون بر باد رفته ای باشد که شاعران و ادیبان آن‌ها را نزد استادان فن میخواندهاند و اندک اندک به قریحهٔ ذاتی خود به کار میبستهاند. درهرحال قول معقول آن است که ابتدا شعر سروده شده‌است و سپس از روی اشعار شاعران، صنایع ادبی (آرایه‌ها) توسط ادبا استخراج شده و به‌صورت منظم و مکتوب درآمده‌است.
مثلاً فردوسی در دو بیت زیر صنعت لف و نشر مرتب را پیش چشم داشته اما آیا آن را از کتابی آموخته یا از طریق مطالعه و تأمل در آثار پیشین به آن رسیده‌است یا این را بر پایهٔ حالاتی درونی که قادر به درک زیبایی در کلام می‌باشد، سروده‌است:
به روز نبرد آن یل ارجمند

به شمشیر و خنجر به گرز و کمند
برید و درید و شکست و ببست

یلان را سر و سینه و پا و دست
به این معنی که: با شمشیر سر یلان را برید، با خنجر سینهٔ یلان را درید، با گرز پای یلان را شکست، با کمند دست یلان را بست؛ که نمونه کاملی از لفّ و نشر مرتب است.
به نظر می‌رسد بیشتر شاعران بزرگ تا قرن پنجم با قرآن و حوزهٔ فصاحت کلام و بلاغت جملات آن و نیز دیوان‌های شاعران بزرگ عرب و همچنین تمدن اسلامی آشنا بوده‌اند و بخشی از دانسته‌های خود از علم بلاغت را از آن منابع می‌گرفته‌اند. البته با توجه به تغییراتی که در نوشتار زبان مردم پس از حملهٔ اعراب صورت پذیرفت، باید پذیرفت که تأثیر زبان عربی بر روی اشعار فارسی بسیار بوده‌است. هرچند که بخواهیم بگوییم که پایهٔ دانش ایشان از گذشته‌ها و از متون پهلوی باشد.
دوره شکوفایی زبان فارسی به میانه‌های حکومت عباسیان و آغاز سلسله‌های ایرانی سامانیان و صفاریان بر می‌گردد اما به چند طریق می‌توان دریافت که شاعران و نویسندگان پارسی زبان با شیوهٔ بلاغت اسلامی و عربی ـ بعد از حملهٔ اعراب به ایران ـ آشنا بوده‌اند که از مهم‌ترین آن‌ها می‌توان به این موارد اشاره کرد:
1. ـ تصریحات و نصوحی که در آثار و اشعار خود آنان آمده‌است چنانکه رودکی شعر خود را همطراز و همسان حسان و جریر می‌شمارد و شهید به عربی شعر می‌سراید.[نیازمند منبع]
2. ـ استفاده‌هایی که شاعران در ضمن کلام و فحوای آثار خویش از واژه‌ها، ترکیبات، تعبیرات، تلمیحات شعر و نثر عربی می‌نموده‌اند و سخن خود را با آن‌ها زینت و نیرو می‌بخشیده‌اند مثلاً این بیت منوچهری:

و یا پیراهنی نیلی که داری

ز شعر زرد نیمی زه به دامن
که عیناً برابر است با تصویر هلال در شعری از سری رفا، شاعر عرب:
و لاح لنا الهلال کشطر طوق

علی لیسات زرفاء اللباس

## آفات بدیع
شاید آنگاه که علم بدیع تدوین شد، ادبا پنداشتند که خدمتی بزرگ انجام شده و آنان می‌توانند به کمک این دانش، شگردها و هنرمندی‌های لفظی و معنوی شعرها را قانونمند و مدوّن کنند و در اختیار شاعران قرار دهند. مثلاً وقتی شاعری گفته بود:
صندوق خود و کاسه درویشان را / خالی کن و پر کن که همین می‌ماند
عالِم بدیع می‌توانست به او توضیح دهد که در این بیت، حداقل دو صنعت به کار رفته، نخست آوردن دو مفهوم متضاد «خالی» و «پر» در یک بیت که «طباق» نام دارد و دوّم ترتیب خاصی که در «صندوق و کاسه» مصراع اوّل و «خالی و پر» مصراع دوّم است، یعنی صندوق خود را خالی کن و کاسه درویشان را پُر. این صنعت را هم ادبا «لفّ و نشر» نام نهاده بودند. تا این‌جا، مشکلی در کار نبود، شاعران هنرمندی می‌کردند و ادبا، نامگذاری و دسته‌بندی آن هنرمندی‌ها را بر عهده داشتند. ولی وضع به این منوال باقی نماند. کم‌کم پای کارهایی به میان آمد که هر چند سخت بود، ولی ارزشی نداشت و کمکی به زیبایی شعر نمی‌کرد.
مثلاً شاعری قطعه‌ای می‌گفت بدون حرف الف یا بدون نقطه یا مصراعی می‌ساخت که از هر دو سو یکسان خوانده می‌شد یا غزلی می‌ساخت که از حروف نخستین مصراع‌های آن، اسم فلان کس یا فلان واقعه تاریخی استخراج می‌شد و شاعران، یک هنرمندی فرعی و کم خاصیت را کانون توجّه خویش ساخته بودند. اصولاً این اولویت بندی‌های واژگون، از خواص دوران‌های رکود و انحطاط است که شاعران، سلیقه‌هایی بیمارگونه پیدا می‌کنند و شعرهایی بیمارگونه می‌سرایند. ادبا نیز به جای پرهیزدادن شاعران از این کارهای بیهوده، برای هر یک از این تفنّن‌ها نامی تراشیدند و در داخل صنایع بدیع، جایش دادند. کم‌کم صنعتگری و آن هم بدون توجه به تأثیر هنری این صنایع، یک ارزش تلقّی شد و بعضی تصوّر کردند که قوّت شاعریشان، به میزان برخورداری از این صنایع عجیب و غریب وابسته‌است. از سویی دیگر، ادبا نیز چنین پنداشتند که هر چه دامنهٔ تقسیم‌بندی را بیشتر گسترش بدهند، به شعر کمک بیشتری کرده‌اند. جناس، (یعنی آوردن دو کلمه‌ای که در لفظ یکسان و در معنی متفاوت) یکی از صنایع مهم بدیع بود؛ باشند نظیر «شانه» در این بیت امیر خسرو دهلوی:
تار زلفت را جدا مشّاطه گر از شانه کرد / دست آن مشاطه را باید جدا از شانه کرد
که می‌شد آن صنعت را عنوانی گسترده گرفت برای انواع گوناگون این تناسب، ولی قدمای ما چنین نکردند و شاخه‌هایی نیز در داخل جناس پدیدآوردند: مثل جناس ناقص، جناس زاید، جناس مذیّل، جناس مرکّب، جناس مفروق، جناس مقرون، جناس متشابه، جناس مطرّف، جناس خط، جناس لفظ و جناس مکرّر. در این میان مثلاً جناس خط آن بوده‌است که ارکان جناس در کتابت یکی و در تلفظ و نقطه‌گذاری متفاوت باشند مثل «درشت» و «درست» و در مقابل، جناس لفظ آن بوده‌است که کلمات متجانس در تلفّظ یکسان و در کتابت متفاوت باشند مثل «خوار» و «خار». باری این توهّم که قوت شاعر در استفاده از صنایع نهفته‌است و این پندار که هر چه تقسیم‌بندی‌ها را ریزتر کنیم، خدمت بیشتری کرده‌ایم، دست به دست هم دادند و باعث افزایش حیرت‌انگیز صنعتهای شعری شدند به گونه‌ای که طی چند قرن، تعداد صنایع که روزی کمتر از بیست بود، به بیش از دویست رسید و افسوس که بیشتر این‌ها از سرِ تفنّن و بیکاری بود و نشانهٔ انحطاط ذوق جامعهٔ شعری ما.

## چند نمونهٔ بسیار شاخص
میل مفرظ نویسنده یا شاعر به آوردن صنایع بدیعی و گردآوردن اقسام و انواع بدیع، در یک بند یا بیت، درست مانند آن است که عروس را بیش از اندازه آرایش کنند و بیش از حدّ معمول بر او زینت ببندند، به‌طوری‌که او خود احساس ملال خواهد کرد نمونه‌هایی از شیوهٔ کاربرد اصولی و کاربردهای نامتعارف استفاده از صنایع بدیعی در ادبیات یافت می‌شود.

### کاربرد اصولی
نمونه‌های شاخص از کاربرد اصولی و صحیح بدیع از ادبا و شعرای مختلف:
این بیت از سعدی:
ندانم از سر و پایت کدام خوبتر است / چه جای فرق که زیبا ز فرق تا قدمی
که علاوه بر فصاحت و بلاغت و انسجام و سلاست، چند صنعت بدیعی، در آن به کار رفته‌است:
1. -تجاهل عارف: ندانم از سر و پایت…
2. -جناس تامّ: مابین فرق، فرق.
3. -مراعات نظیر: سر و پا.
4. -تضاد و مطابقه: از فرق تا قدم.

این عبارت گلستان سعدی، که در آن چند صنعت هست:
«فرّاش باد صبا را گفته تا فرش زمرّدین بگسترَد و دایهٔ ابرِ بهاری را فرموده تا بناتِ نبات در مهدِ زمین بپرورَد».
1. تشبیه و استعاره: فرّاش باد صبا، فرش زمرّدین، دایهٔ ابر بهار، بنات نبات، مهد زمین.
2. سجع: گسترد، پرورد.
3. مراعات نظیر: «فرّاش، فرش»، و «دایه، مهد، پرورش».
4. موازنه: باد، ابر، فرش، مهد.
5. جناس: ناقص و شبه‌اشتقاق: بنات، نبات.

## فهرست کتب مشهور در زمینهٔ بدیع
1. ابن رشیق قیروانی، العمدة فی محاسن الشعر و آدابه و نقده، چاپ محمد قرقران، بیروت، ۱۴۰۸ ه‍. ق؛
2. ابن قتیبه، الشعر و الشعراء، چاپ دخویه، لیدن ۱۹۰۲–۱۹۰۴؛
3. ابوعبدالله محمد معتز، کتاب البدیع، بغداد ۱۳۹۹ م/ ۱۹۷۹ ه‍. ق؛
4. مسعودبن عمر تفتازانی، شرح المختصر، قم، نشر بی تا؛
5. جاحظ، البیان و التبیین، چاپ عبدالسلام هارون، بیروت ۱۹۹۰؛
6. مصطفی بن عبدالله حاجی خلیفه، کشف الظنون عن اسامی الکتب و الفنون، چاپ افست تهران ۱۳۸۷/۱۹۶۷ ه‍. ق؛
7. محمدبن عبدالرحمن خطیب قزوینی، تلخیص‌المفتاح، قاهره ۱۹۶۵؛
8. عبدالله بن محمد خفاجی، سرّالفصاحة، چاپ عبدالمتعال صعیدی، قاهره ۱۳۵۰/۱۹۳۲ ه‍. ق؛
9. محمدبن عمر رادویانی، ترجمان‌البلاغة، چاپ احمد آتش، تهران ۱۳۶۲ ش؛
10. حسن بن محمد رامی، حقایق‌الحدائق، چاپ محمدکاظم امام، تهران ۱۳۴۱ ش؛
11. محمدبن محمد رشید وطواط، حدایق السحر فی دقایق الشعر، چاپ عباس اقبال، تهران ۱۳۶۲ ش؛
12. یوسف بن ابی بکر سکاکی، کتاب مفتاح‌العلوم، بیروت ۱۳۴۸؛
13. محمد بن محمود شمس الدین آملی، نفائس الفنون فی عرایس العیون، چاپ سنگی تهران، نشر بی تا.
14. شمس‌الدینْ محمدبن قیس رازی، المعجم فی معاییر اشعار العجم، تصحیح محمدبن عبدالوهاب قزوینی، چاپ محمدتقی مدرس رضوی، تهران ۱۳۳۸ ش؛
15. حسن بن عبدالله عسکری، کتاب‌الصناعتین: الکتابة و الشعر، چاپ علی محمد بجاوی و محمد ابوالفضل ابراهیم، قاهره ۱۹۵۲؛
16. قدامة بن جعفر، نقدالشعر، استانبول ۱۳۰۲/۱۸۸۴؛
17. رضاقلی‌خان هدایت، مدارج‌البلاغه در علم بدیع، به کوشش حمید حسنی (با همکاری بهروز صفرزاده)، تهران، فرهنگستان زبان و ادب فارسی، ۱۳۸۳ ش، شابک ۴-۳۵-۷۵۳۱-۹۶۴؛
18. محمدبن یزید مبرد، الکامل، مصر ۱۳۶۵؛
19. نصربن حسن مرغینانی، محاسن‌الکلام، چاپ محمد فشارکی، اصفهان ۱۳۶۴ ش
20. سیروس شمیسا، نگاهی تازه به بدیع، تهران، نشر فردوس، ۱۳۸۴ ش، شابک ۷-۷۷-۵۵۰۹-۹۶۴